# Vilantice
Vilantice település Csehországban, Trutnovi járásban. Vilantice Lužany, Hořiněves, Velichovky, Velký Vřešťov, Dubenec és Lanžov településekkel határos. Lakosainak száma 210 fő (2024. január 1.).

## Népesség
A település lakosságának változását az alábbi diagram mutatja:
| Lakosok száma | 691  | 530  | 487  | 272  | 243  | 194  | 196  | 202  | 184  | 210  |
|               | 1869 | 1900 | 1921 | 1961 | 1980 | 2011 | 2016 | 2019 | 2021 | 2024 |